# Dario Mairano
Dario Francesco Mairano (Torino, 3 novembre 1953 – Torino, 26 ottobre 2010) è stato un fumettista italiano membro dell'Associazione Nazionale Umoristi (A.N.U.).

## Biografia
Visse a Torino, dove esercitò la professione di medico e dove portò avanti la sua passione per il disegno, per la satira e per l'umorismo. Collaborò come illustratore di testi scolastici per l'editore Paravia e come vignettista per La Stampa, Radiocorriere, Help, Paese Sera, Ca Balà, Promozione Salute e Nuova Società. Nel 1970 fondò con Claudio Mellana la rivista underground Pelo e Contropelo, attiva sino agli anni ottanta. I suoi disegni sono esposti al Museo di Bajardo.